# هارالد تورنر
هارالد تورنر (بالألمانية: Harald Turner)‏ هو محامي ألماني، ولد في 8 أكتوبر 1891 في لوين في ألمانيا، وتوفي في 9 مارس 1947 في بلغراد في صربيا بسبب شنق.